# Suriname Herald
Suriname Herald is een Surinaamse nieuwswebsite. Naast het eigen nieuws, columns en redactionele artikelen, publiceert de nieuwssite ook buitenlands nieuws.

## Oprichting
Suriname Herald ging op 12 december 2012 om 00.00 uur online. Politicoloog Chander Mahabir is de oprichter van het mediabedrijf Time Media N.V., dat de eigenaar en uitgever is van Suriname Herald. 
Joyce Abdoellakhan was de eerste hoofdredacteur van Suriname Herald. Ze vervulde deze functie van 12 december 2012 tot 1 augustus 2014.
Op 27 januari 2020 trad Vishmohanie Thomas aan als waarnemend hoofdredacteur. Ze volgde Claudia Tanoeleksono op die sinds 1 september 2016 hoofdredacteur was. Op 30 juni 2020 is Thomas benoemd tot hoofdredacteur van Suriname Herald.

## Redactionele inhoud
Suriname Herald richt zich op een breed publiek. De nieuwssite focust veel op politiek nieuws in Suriname, maar heeft geen politieke kleur of politieke affiniteit met enige politieke partij. Suriname Herald staat bekend om haar kritische houding tegenover het politieke establishment. 

## Mobiele website
Suriname Herald was de eerste Surinaamse nieuwssite die op 18 juli 2014 een responsive mobiele site lanceerde. Op 18 oktober 2016 was Suriname Herald de eerste Surinaamse nieuwssite die een mobiele app voor Android-gebruikers beschikbaar stelde in Google Play. Voor iOS-gebruikers werd de app bij de viering van het 5-jarig bestaan van Suriname Herald op 12 december 2017, in de App Store beschikbaar gesteld.

## DDoS-aanvallen
In maart 2022 had Suriname Herald te maken met zware DDoS-aanvallen. Hiermee was de eerste cyberaanval op een in Suriname gevestigde nieuwssite een feit. Het Directoraat Nationale Veiligheid (DNV), de inlichtingendienst van de Surinaamse president, nam de DDoS-aanvallen op Suriname Herald zeer serieus en zei in een verklaring dat Suriname de status yellow heeft als het gaat om de cybercriminaliteit in de wereld. De nieuwssite was langer dan een week uit de lucht als gevolg van de vele DDoS-aanvallen. Intern onderzoek wees uit dat de aanvallen vanuit honderdduizenden buitenlandse, maar ook Surinaamse IP-adressen kwamen.

## Geverifieerd Facebookaccount
Suriname Herald heeft op 17 februari 2025 als eerste Surinaamse nieuwssite de verificatiebadge van Meta, het moederbedrijf van Facebook, ontvangen. Deze blauwe badge bevestigt dat Meta het account van Suriname Herald als authentiek erkent, waardoor het wordt beschouwd als een betrouwbare nieuwsbron. De verificatie biedt gebruikers de garantie dat ze nieuws lezen van een legitieme bron en helpt tegelijkertijd desinformatie tegen te gaan.
Surinaamse mediabedrijven ondervinden sinds 2023 problemen met Facebook, met name met het verwijderen van berichten of het beperken van hun accounts zonder duidelijke uitleg van Meta. Deze incidenten hebben vaak geleid tot frustratie bij de media, aangezien social media platforms zoals Facebook een cruciaal kanaal zijn voor nieuwsdistributie in Suriname.
Een belangrijke factor achter deze problemen was dat geen enkel mediabedrijf in Suriname destijds in aanmerking kwam voor de verificatiebadge van Facebook. Het verkrijgen van deze badge werd gezien als een manier om de geloofwaardigheid en zichtbaarheid van een account te versterken, maar Surinaamse media konden niet voldoen aan de vereisten om in aanmerking te komen voor deze verificatie.
In 2024 uitte de president van Suriname, Chan Santokhi, zijn bezorgdheid tijdens een vergadering met mediavertegenwoordigers over de vele aanvallen op de socialemediakanalen van Surinaamse mediabedrijven. Deze aanvallen werden vaak als een bedreiging voor de persvrijheid beschouwd, aangezien ze de capaciteit van media belemmerden om op een transparante en effectieve manier informatie te verspreiden.

## Hoofdredacteuren
- Joyce Abdoellakhan (12 december 2012 - 1 augustus 2014)
- Sandra Watson (1 augustus 2014 - 1 september 2015)
- Raoul Abisoina (waarnemend hoofdredacteur) (1 september 2015 - 1 september 2016)
- Claudia Tanoeleksono (1 september 2016 - 27 januari 2020)
- Vishmohanie Thomas (waarnemend hoofdredacteur) (27 januari 2020 - 30 juni 2020)
- Vishmohanie Thomas (hoofdredacteur) (vanaf 30 juni 2020)